# Tobias A. Plants

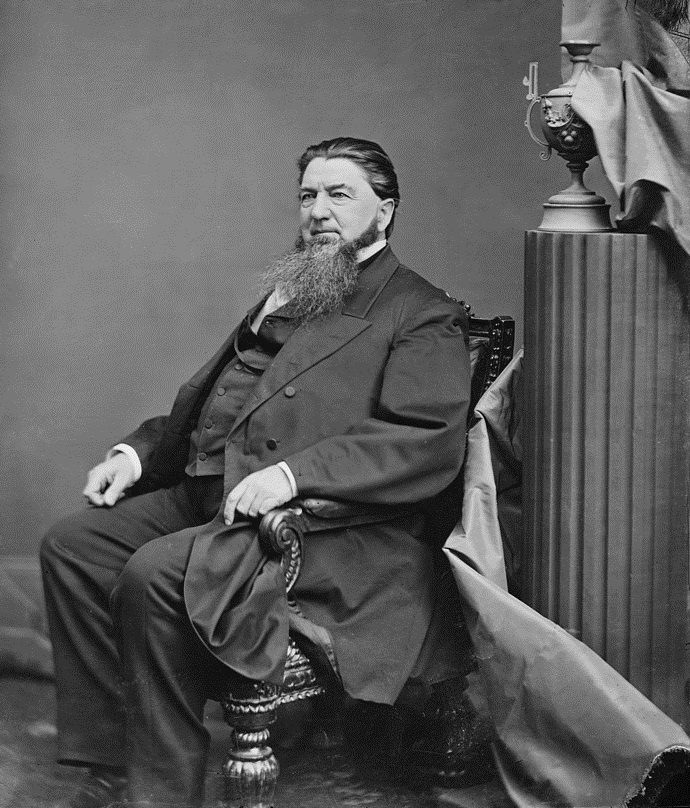
Tobias A. Plants

Tobias Avery Plants (* 17. März 1811 in Sewickley, Beaver County, Pennsylvania; † 19. Juni 1887 in Pomeroy, Ohio) war ein US-amerikanischer Politiker. Zwischen 1865 und 1869 vertrat er den Bundesstaat Ohio im US-Repräsentantenhaus.

## Werdegang
Tobias Plants erhielt zunächst nur eine eingeschränkte Schulausbildung. Im Alter von zwölf Jahren absolvierte er eine Sattlerlehre. Dann besuchte er das Beaver College in Meadville. Danach unterrichtete er als Lehrer. Nach einem gleichzeitigen Jurastudium und seiner Zulassung als Rechtsanwalt begann er ab 1846 in Athens (Ohio) in diesem Beruf zu arbeiten. Bald darauf zog er nach Pomeroy. Politisch schloss er sich in den 1850er Jahren der Republikanischen Partei an. Von 1858 bis 1861 saß er als Abgeordneter im Repräsentantenhaus von Ohio. Um das Jahr 1860 gab er seine eigene Zeitung, den Pomeroy Weekly Telegraph, heraus.
Bei den Kongresswahlen des Jahres 1864 wurde Plants im 15. Wahlbezirk von Ohio in das US-Repräsentantenhaus in Washington, D.C. gewählt, wo er am 4. März 1865 die Nachfolge des Demokraten James R. Morris antrat. Nach einer Wiederwahl konnte er bis zum 3. Januar 1869 zwei Legislaturperioden im Kongress absolvieren. In diese Zeit fiel das Ende des Bürgerkrieges. Außerdem wurden der 13. und der 14. Verfassungszusatz ratifiziert. Seit 1865 war die Arbeit des Kongresses von den Spannungen zwischen den Republikanern und Präsident Andrew Johnson überschattet, die in einem nur knapp gescheiterten Amtsenthebungsverfahren gipfelten.
Im Jahr 1868 verzichtete Tobias Plants auf eine weitere Kandidatur. Zwischen 1873 und 1875 amtierte er als Berufungsrichter im Meigs County. Danach setzte er seine Anwaltstätigkeit fort. Seit 1878 bis zu seinem Tod war er Präsident der First City Bank of Pomeroy. Er starb am 19. Juni 1887 in Pomeroy, wo er auch beigesetzt wurde.